# گویش مرگانه‌ای
گویش مرگانه‌ای از گویش‌های استان همدان است که عمدتا میان مردم شهر مریانج تکلم می‌گردد. فرمانداری همدان نوشته است: «مردم شهر همدان و برخی از روستاهای مجاور آن و شهر مريانج به زبان فارسی و آميخته به لهجه خاص و با استفاده از استعارات و ويژگی‌های خاص در ادای بعضی كلمات كه ويژه فارسی همدانی است تكلم مي‌كنند.»

## پیشینه
چگونگی سخن گفتن اهالی مریانج همدان و نوع کلمات، بازمانده و غیر یافته زبان پهلوی ساسانی است. نوع خاص کلمات، دستور زبان و گرامر خاص و ویژگی های آوایی و نحوه سخن گفتن، گویش مریانج را از سایر نقاط متمایز نموده است. این گویش در بین فارسی زبانان همدان و اطراف آن منحصر به فرد می‌باشد و از این جهت نسبت به آن‌ها دارای استقلال گویشی بیشتری است. طبق مقايسه‌هاي انجام شده می‌توان گفت که از لحاظ آوايی و لهجه به لری میماند و شايد اصالتاً لری بوده که در اثر مقتضيات زمان و مکان تغييراتی يافته‌است. گويش مرگانه‌ای تشابهاتی با گویش‌هایی نظیر نهاوندی و تويسرکانی و همدانی دارد.

## وابستگی زبانی
گویش‌هایی نظیر وفرجینی، ورکانه‌‌ای، علی‌آبادی و مریانجی (مرگانه‌ای) جزء گویش‌های گروه الوند طبقه بندی میشوند که در دسته زاگرس شمالی قرار میگیرند.

## ویژگی‌های گویشی
در مریانج هنوز بسیاری از واژه‌ها به صورت قدیمی خود استعمال می‌شوند. مانند به کار بردن فتحه (اَ کشیده) در مورد کلماتی که به «های» ملفوظ و غیر ملفوظ ختم می‌شوند و همچنین حذف علامت مفعولی «را» و قرار دادن واکه «دَ» به جای آن از ویژگی‌های بارز گویش مرگانه‌ای می‌باشد؛ و در مورد جملاتی که دارای حرف ربط «هم» بوده نیز به همان صورت عمل می‌شود. مانند:
- خانهَ دَ ساختم خستهَ دَ شدم. خانه را ساختم و خسته هم شدم.
- شیشهَ‌دَ اشکست. شیشه هم شکست.
- در مواردی که اسم «نکره» باشد حرف «یَ» قبل از «دَ» َ قرار می‌گیرد. مانند: پسرهَ یَ دَ به خدا اِسپردم.
- در واژه‌هایی که دارای واکه «اْ» هستند با آواگروه «اِو» تلفظ می‌شوند. مانند: اولاد، گوجه، موز، برو.

موارد مذکور نوعی غلیظ ادا کردن را در گویش مریانجی‌ها به وجود آورده که باعث شده گویشوران آن را از دیگران متمایز کند.